# Садыкова, Асем Аскаровна
Асем Аскаровна Садыкова (урожд. Сарсекенова) (род. 2 августа 1993 года) — казахстанская тяжелоатлетка.

## Карьера
Воспитанница карагандинской школы тяжёлой атлетики (тренеры — Андрей Снегуров ,Вилорик Викторович Пак, Геннадий Лактионов). 
10-ти кратная чемпионка Казахстана и многократная призерка Кубков Казахстана .
Участница юношеского чемпионата Азии 2010 года (10 место), юниорских чемпионатов Азии 2011 (5 место), 2012 (4 место) и 2013 года (1 место).
С 2015 года выступает под фамилией Садыкова ранее выступала как (Сарсекенова) 
Бронзовый призёр чемпионата Азии 2015 года в категории до 58 кг с результатом 95 + 122 = 217 кг. 
Выступая на Гран-при Кубка мира в категории до 69 кг, стала третьей.  
Азиатские Игры 2017 года в категорий до 69 кг, (1место) Туркменистан. 